# 圣雅钦多圣殿
圣雅钦多圣殿（英語：Basilica of St. Hyacinth）是天主教芝加哥总教区的一座古老教堂，位于美国芝加哥西 Wolfram 大道3636号。
圣雅钦多圣殿以其巨大规模，成为所谓“波兰主教座堂风格”典型的例子。它连同天神之后堂、圣海德薇堂和圣文策老堂这些宏伟的宗教建筑，都是肯尼迪高速公路沿线众多的波兰人教堂之一。

## 历史
圣雅钦多本堂区作为波兰人本堂区，成立于1894年，这个堂区成为芝加哥著名的波兰社区的中心。1980年代开始，波兰人出现移居芝加哥的浪潮。2003年6月26日，教宗若望保禄二世将其封为次级圣殿，为伊利诺伊州第三座拥有这一身份的教堂。
邻近的圣文策老堂区成立于1912年，以纾缓圣雅钦多堂区的拥挤。

## 芝加哥波兰村的中心

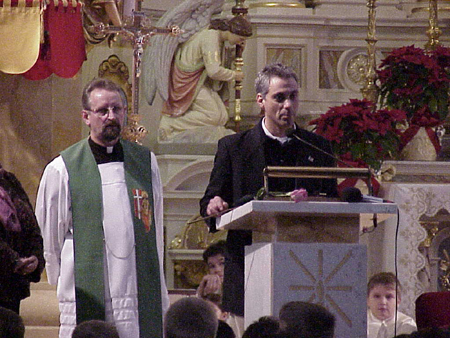
拉姆·伊曼纽尔在圣雅钦多圣殿演讲

访问圣雅钦多圣殿的名人包括诺贝尔和平奖得主、前波兰总统莱赫·瓦文萨，前总理雅罗斯瓦夫·卡钦斯基及其孪生兄弟、波兰前总统莱赫·卡钦斯基。教宗若望保禄二世曾数次拜访圣雅钦多圣殿。
圣雅钦多圣殿也是当地和全美的政治精英们的公开寻求波兰裔选民支持的地点。前总统乔治·赫伯特·沃克·布什曾两次出席圣雅钦多圣殿的弥撒（1985年人副总统和1988年竞选期间）。